# Tom Zenk
Tom Zenk, geboren als Thomas Erwin Zenk (Robbinsdale, 30 november 1958 - aldaar, 9 december 2017) was een Amerikaans gepensioneerd professioneel worstelaar die vooral bekend is van zijn tijd bij World Wrestling Federation (WWF) als Z-Man en bij World Championship Wrestling (WCW).

## Professioneel worstelcarrière

### World Wrestling Federation
In begin 1986 ging Zenk worstelen voor de World Wrestling Federation (WWF). Zenk en Rick Martel vormden in eind 1986 een tag team duo en hun teamnaam luidde "Can-Am Connection". Op WrestleMania III in maart 1987, het team won van het team Don Muraco en Bob Orton Jr.. Later won het team van Hart Foundation als de volgende WWF World Tag Team Champions, maar Zenk verliet abrupt de promotie vanwege een contract dispuut.

### Jim Crockett Promotions / World Championship Wrestling
Zenk ging vroeg in 1989 aan de slag in de American Wrestling Association (AWA) en Zenk was de laatste man die werd geëlimineerd door Larry Zbyszko in een battle royal voor het beschikbare AWA World Heavyweight Championship titel. Later ging Zenk worstelen voor de Jim Crockett Promotions (later veranderd in World Championship Wrestling) in 1989. Zenk, onder zijn ringnaam Z-Man, debuteerde in 1989 op de eerste "Halloween Havoc" evenement. Hij worstelde later samen met Brian Pillman en ze wonnen het United States Tag Team Championship terwijl ze begonnen te ruziën (feuds) met de Midnight Express (Bobby Eaton en Stan Lane) en de Fabulous Freebirds.
Later liep Zenk een armspierblessure op tijdens het gewichtheffen en zou maandenlang inactief zijn om te herstellen. Na zijn terugkeer begon Zenk te ruziën met Arn Anderson over het NWA World Television Championship en won later alsnog de titel. In 1991 veranderde de promotie zijn naam in World Championship Wrestling en Zenk werd daardoor officieel de laatste World Television Champion onder de NWA en de eerste onder de WCW. Later verloor hij zijn titel aan Anderson. Later dat jaar ruzieden Zenk, Dustin Rhodes en Big Josh met de York Foundation en de Fabulous Freebirds over het WCW World Six-Man Tag Team Championship. Zenk, Rhodes en Josh wonnen later de titel van Freebirds. Later moesten ze de titel afstaan aan York Foundation. De York Foundation werden de laatste kampioenen. Vroeg in 1994 verliet Zenk de WCW en hij beëindigde in 1996 zijn carrière in de onafhankelijke promoties.
Zenk overleed op 59-jarige leeftijd.

## In worstelen
- Finishers
  - Missile dropkick
  - Superkick

- Signature moves
  - Dropkick
  - Sleeper hold

- Met Rick Martel
  - Stereo dropkicks

## Prestaties
- Jim Crockett Promotions / World Championship Wrestling
  - NWA United States Tag Team Championship (1 keer met Brian Pillman)
  - NWA/WCW World Television Championship (1 keer)
  - WCW World Six-Man Tag Team Championship (1 keer met Dustin Rhodes en Big Josh)

- Lutte Internationale
  - Canadian International Tag Team Championship (1 keer met Dan Kroffat)

- Pacific Northwest Wrestling
  - NWA Pacific Northwest Heavyweight Championship (1 keer)
  - NWA Pacific Northwest Tag Team Championship (1 keer met Scott Doring)